# Sint-Gilliskerk (Luik)
De Sint-Gilliskerk (Église Saint-Gilles) is de parochiekerk van de Luikse buurtschap Saint-Gilles, gelegen aan Cour Saint-Gilles.

## Geschiedenis
De kerk werd als abdijkerk gesticht in 1124 door prinsbisschop Alberon I van Leuven en werd gebouwd in kalkzandsteen en kolenzandsteen, gewonnen in het naburige Publémont. Het was een kruisvormige abdijkerk met vieringtoren die echter van 1786 tot 1803 buiten gebruik kwam. De abdij werd door de Fransgezinden opgeheven. In 1803 werd de abdijkerk een parochiekerk voor de inwoners van Saint-Gilles, van Saint-Nicolas en van het nabijgelegen Sainte-Gertrude, waar zich een -aan genoemde heilige gewijde- kapel bevond.
Toen in de loop van de 19e eeuw de steenkoolwinning steeds grootschaliger werd, had de kerk te lijden van mijnschade. Het was Auguste Van Assche die de kerk moest vrijwaren van verdere verzakkingen, moest herstellen en moest vergroten. De kerk werd onder meer hierdoor nogal gewijzigd. De overige abdijgebouwen zijn geheel verdwenen.

## Interieur
In de kerk bevindt zich een Sint-Gillisbeeld uit het begin van de 14e eeuw, en verder zijn er diverse 18e-eeuwse beelden. Er is een monument ter ere van Alberon I, van 1646. Ook bezit de kerk diverse schilderijen, waaronder een kruisiging met Maria-Magdalena, van 1710, door Englebert Fisen.
De kerk bezit diverse grafstenen van abten, de oudste is van 1352, de andere zijn uit de 16e tot en met de 18e eeuw.